# 116 до н. е.

## Події
- Анексія Римом деяких територій Понту, а саме — Каппадокії, Галатії, Пафлагонії і Великої Фригії.

## Народились
- Марк Тере́нцій Варр́он, іноді Варро́ — римський вчений-енциклопедист і письменник.